# Cimetière boisé de Jönköping
Le cimetière boisé de Jönköping (Skogskyrkogården i Jönköping en suédois) est un cimetière boisé situé dans le quartier de Ljungarum au sud de Jönköping en Suède.
Le cimetière a été fondé en 1941 et son monument aux morts a été construit en 1970. Le cimetière a été classé monument culturel en 1996. La chapelle des bois (Skogskapellet) a été construite entre 1953 et 1958,.
À partir du 27 mars 2000, il y eut une baisse soudaine du nombre d'enterrement, du fait d'une série de profanation et de vandalisme sur une soixantaine de tombes. Il a été suspecté que les profanations étaient liées à l'incendie criminel de l'ancienne église de Bäckaby et de la chapelle Kulla en avril-mai de la même année.